# Achille Roncoroni
Achille Roncoroni (Milano, 21 aprile 1923 – Griante, 23 aprile 2005) è stato un imprenditore italiano.

## Biografia
Achille Roncoroni, nato nel 1923, a Milano, in Lombardia, giurista, fu un brillante industriale che negli anni Cinquanta del Novecento rilevò la fabbrica tessile di filatura del cotone Manifattura di Legnano fondata nel 1901 a nord di Milano, nella regione della Lombardia.
La storica fabbrica tessile fu avviata agli inizi del Novecento dai fratelli Enea Banfi e da Febo Banfi, di origine pugliese, da Giuseppe Frua, milanese e da Mariano Delle Piane.
Manifattura di Legnano diventò negli anni, un grande gruppo manifatturiero di filatura del cotone, conosciuto in tutto il mondo per i suoi filati pettinati in cotone di eccellente qualità.  
Achille Roncoroni, l'ultimo proprietario di Manifattura di Legnano (dal 1901) morì nel 2005, in Italia, a Griante Tremezzo, a nord di Como sul lago di Como nella regione Lombardia.